# 相模原郵便局
相模原郵便局（さがみはらゆうびんきょく）は神奈川県相模原市中央区にある郵便局。民営化前の分類では集配普通郵便局であった。

## 概要
住所：〒252-0299 神奈川県相模原市中央区富士見1-1-20

## 沿革
- 1964年（昭和39年）3月16日 - 相模原郵便局として、相模原市大字上溝に開局。橋本郵便局[1]および上溝郵便局から集配業務を移管[2]。
- 1989年（平成元年）11月30日 - 相模原青葉簡易郵便局の一時閉鎖[3]に伴い、取扱事務を承継。
- 1992年（平成4年）8月3日 - 外国通貨の両替および旅行小切手の売買に関する業務取扱を開始。
- 2007年（平成19年）10月1日 - 民営化に伴い、併設された郵便事業相模原支店に一部業務を移管。
- 2010年（平成22年）4月1日 - 相模原市の政令指定都市化及び郵便事業相模原支店を管轄する郵便事業の統括支店の変更に伴い、相模原郵便局及び郵便事業相模原支店の郵便番号が〒229-8799から〒252-0299に変更。
- 2012年（平成24年）10月1日 - 郵便局株式会社と郵便事業株式会社の合併により、日本郵便株式会社が発足し、郵便事業相模原支店が日本郵便の相模原郵便局に統合。
- 2016年（平成28年）6月13日 - ゆうゆう窓口の24時間営業を廃止。

## 取扱内容
- 郵便、印紙、ゆうパック、内容証明
- 貯金、為替、振替、振込、国際送金、外貨両替、国債、投資信託
- 生命保険、バイク自賠責保険、自動車保険、変額年金保険、がん保険、引受条件緩和型医療保険
- ゆうちょ銀行ATM
- 「252-02xx」「252-52xx」区域（相模原市中央区の全域）の集配業務
なお、管轄地区の郵便ポストからの取集は橋本郵便局が行っており、当局はコンビニポストおよび相模原局前ポストのみ取集している
- ゆうゆう窓口

## 周辺
- 相模原市役所
- 相模原市中央区役所
- 相模原市立体育館
- 相模原警察署
- 国道16号

## アクセス
- JR横浜線 矢部駅から西へ、または相模原駅から南へそれぞれ約1.6km（徒歩約18分）
- 神奈中バス 市役所前停留所もしくは相模原警察署前停留所下車
- 八王子バイパス 相原ICから南東へ約5.5km
- 駐車場あり：8台